# Samen 2014
Samen 2014 (Hongaars: Együtt 2014) was een centrumlinkse politieke partij in Hongarije die werd opgericht in 2013. De bekendste oprichter is Gordon Bajnai, de voormalige premier van Hongarije (2009-2010).

## Geschiedenis
Op 26 oktober 2012 kondigde Gordon Bajnai de beweging Samen 2014 aan in de media. De beweging werd gevormd door drie organisaties:
- Vaderland en vooruitgang van Gordon Bajnai
- Een miljoen voor de Hongaarse persvrijheid(Milla) van Peter Juhász
- Beweging voor de Hongaarse Solidariteit gebaseerd op de Poolse vakbond Solidarnosc

De samenwerking van de drie bewegingen werd gevoed door de grote ontevredenheid over het beleid van de regeringspartij Fidesz van Viktor Orbán.
Het is de bedoeling dat de partij de oppositie verenigt om samen een blok te vormen tegen Fidesz.
In april 2013 werd een akkoord bereikt met de grootste oppositiepartij MSZP om gezamenlijk de verkiezingen van 2014 in te gaan.
Verder werd een verbond gesloten met de partij Dialoog voor Hongarije (Parbeszed Magyarorszagert) en vanaf 2013 presenteren de partijen zich als Egyutt-PM.
De partij Együtt-PM heeft meegedaan aan de Hongaarse Parlementsverkiezingen 2014 aan de landelijke lijst van de gezamenlijke oppositie onder de naam Eenheid (Összefogás). Op nummer 1 van de lijst stond Attila Mesterházy van de Hongaarse Socialistische Partij, Gordon Bajnai stond op 2 terwijl op nummer 5 de leider van Dialoog voor Hongarije stond. De parlementsverkiezingen vonden plaats op 6 april 2014. Együtt-PM behaalde 4 zetels van de 199 zetels in het Hongaars Parlement.
In mei 2014 deed Együtt-PM mee aan de Europese verkiezingen en behaalde 1 zetel van de 21 Hongaarse zetels.
In 2018 is de partij ontbonden.